# Manihejstvo
Maniheizam ili manihejstvo tradicionalna je iranska religija koja se definira kao sinteza tradicionalnog perzijskog vjerskog dualizma dobra i zla te elemenata ranoga kršćanstva. Tu sintezu uobličio je perzijski vjerski učenjak Mani (Manichaeus) u 3. stoljeću.

## Nastanak, učenje i Manijeva smrt
Pojava Manija kao vjerskog i društvenog propovjednika poklapa se s utemeljenjem Novoperzijskog carstva i dinastije Sasanida, koja je vladala Iranom od 226. do arapske invazije 641. – 645. godine. Sasanidi su zoroastrizam proglasili državnom religijom. Tom je institucionalizacijom zoroastrizam postao ideologijom vladajućih slojeva Novoperzijskog carstva. Njegovi su svećenici opravdavali i branili postojeći politički poredak i društvene odnose u iranskom društvu. Sasanidi su, uz oslonac na zoroastrizam, gušili socijalni bunt i pokrete ugnjetavanih slojeva stanovništva i progonili ona vjerska učenja koja su propovijedala egalitarizam i otpor vlastima, službenoj religiji i njenom vjeronauku. Među takva učenja je, pored kršćanstva, svrstan i maniheizam. Njegov tvorac Mani osuđivao je materijalna dobra i ovozemaljska uživanja, propovijedajući istovremeno asketski život. Prema Maniju, spas svakog pojedinca ne zavisi o volji zoroastrističke crkve, nego o njegovom osobnom životu. To je izazvalo reakciju zoroastrističkih crkvenih vođa, koji su pozvali Manija na javnu raspravu. On je prihvatio poziv na tu raspravu, nakon koje je proglašen otpadnikom od vjere predaka i bačen u tamnicu, gdje je 277. godine na okrutan način ubijen.

## Maniheizam u Rimskom Carstvu i Dioklecijanovi progoni
Manijevo se učenje poslije njegove smrti proširilo iz Perzije u okolne zemlje i Rimsko Carstvo, najprije u Maloj Aziji, odakle je prešlo na Balkan i dalje u Europu. Rimski car Dioklecijan već je 296. godine bio prisiljen izdati edikt kojim se osuđuje maniheizam i naređuje progon njegovih sljedbenika. On tu ističe da su do njega, kao cara, stigle vijesti da su manihejci, kao iznenadna kuga, provalili iz zemlje neprijateljskih Iranaca u Rimsko Carstvo i tu prouzročili brojne nevolje i tragedije u želji da svrgnu velike bogove i odvrate odabrani rimski narod od svete im vjere. Od njih se treba čuvati, jer oni prijete da će svojim neljudskim postupcima i ludim iranskim običajima zatrovati miroljubivi i nevini rimski narod, pa čak i narod cijelog svijeta. Dioklecijan zato naređuje da se njihova imovina svugdje zaplijeni, a njihove knjige spale. Usprkos žestokim progonima Manijevo učenje sve se više širilo, posebno među obespravljenim slojevima stanovništva, kako na zapadu, tako i na istoku Rimskog Carstva. Invazijom različitih barbarskih plemena na Rimsko Carstvo, padom njegovog zapadnog dijela i ubrzanjem nastajanja feudalizma javljaju se mnoge neomanihejske sekte i pokreti koji se sa socijalnog i vjerskog stanovišta opiru tom procesu. Oni su se zapravo opirali pretvaranju slobodnih seljaka u kmetove, čime su stekli jaka uporišta među slavenskim i franačkim seljaštvom koje je preplavilo europske provincije Rimskog Carstva.

## Maniheizam van Perzije i Rimskog Carstva
Za razliku od Perzijskog i Rimskog Carstva, maniheizam je bio prihvaćen u vjerski tolerantnijim zemljama koje su se nalazile u sklopu ili izvan ova dva moćna carstva. 
Prvenstveno su ga prihvatili niži slojevi društva koje je mučio državni poredak te su u ovom učenju vidjeli izlaz iz teških životnih situacija u kojima su se nalazili. Tako su maniheizam prihvatili u Egiptu, Indiji, Kini te na Tibetu. Budući da je imao mnogo podudarnih točaka s budizmom i hinduizmom, posebno je prihvaćen u Kini i Indiji te na Tibetu, i djelomično u Japanu. U ovim je zemljama stekao popriličan broj sljedbenika, a posebno u Kini, gdje su podizani lijepi, ali skromni hramovi, upravo prema Manijevom učenju. U Egiptu je maniheizam iščezao jer su se njegovi sljedbenici, nakon muslimanskih osvajanja sredinom srednjeg vijeka, stopili s Koptima. Maniheizam se do danas održao tek u Kini, i to u nešto izmijenjenom obliku.

## Maniheizam u kršćanskom svijetu
Maniheizam u kršćanskom svijetu nije naišao na odobravanje ni u kom smislu, te je stoga poput svih drugih hereza bio podvrgnut nemilosrdnoj inkviziciji. Kako je Mani propovijedao strpljivost u svim situacijama, njegovi sljedbenici sve su progone od strane kršćanskog svijeta podnosili. Ipak, maniheizam se polako i skromno širio u svom pravom obliku, ali se zato iz njega razvila vrlo moćna i stabilna hereza, bogumilstvo, te su pod njegovim utjecajem nastale i Crkva bosanska, katarsko, albigenško, babunsko, patarensko, valdeško i mnoga druga učenja. Sva ova učenja Crkva je s vremenom vrlo uspješno iskorijenila iz Europe. Tek je neznatan utjecaj još vidljiv u raznim protestantskim vjeroispovjestima.

## Manihejski dualizam i asketizam
Mani je zagovarao i živio asketski život, većinom odbijajući jelo i piće, pogotovo mesa i vina, koje je kasnije izričito zabranio, istovremeno propovijedajući vjeru u Boga kao svijetlu i pravu stranu manihejskog dualizma. Manihejski dualizam činile su dvije stranke: Bog i Sotona. Manihejski Bog tvorac je svega dobrog i duhovnog, a simbolizira ga svjetlost, dok je manihejski Sotona tvorac svega materijalnog i zavodljivog. Manihejci su svoje živote provodili teško radeći, ali su uvijek odvajali vrijeme za askezu i predano bogoslužje, istovremeno se susprezajući od jedenja mesa, pijenja vina i vođenja ljubavi. Vjernici su se dijelili na pročišćene pojedince i obične vjernike. Prvi su imali velike privilegije i bili su duboko poštovani i usluživani od strane običnih vjernika, te su život provodili u skromnim samostanima. Mani je zabranio zaklinjanje, proklinjanje, inicijaciju u vjeru, te posljednju pomast, jer je naučavao da je svaki pojedinac potpuno i izričito odgovoran za svoje postupke pred velikim Bogom. Mani je potvrdio postojanje života poslije smrti, ali ga nije izričito definirao, ostavljajući vjernicima da ga individualno protumače i da se u skladu s vlastitim tumačenjem ophode na ovom svijetu. U svome prijeziru prema materijalnom Mani je zabranio izgradnju raskošnih i bogatih samostana i bogomolja, pozlaćivanje i izradu ikakvih skulptura, te prikazivanje Boga i Sotone na slikama. Zbog toga su manihejski hramovi često vrlo jednostavne konstrukcije, bez skulptura i s malo ili nimalo likovnih prikaza.

## Manihejska umjetnost i kultura
S obzirom na to da je Mani strogo zabranio izrađivati skulpture i likovno prikazivati Boga ili Sotonu, njegovi su sljedbenici svoju želju za umjetničkim prikazima tema iz svoje vjere zadovoljavali slikajući freske koje su prikazivale prizore iz svakodnevnog i vjerskog života te pjevajući melodične pobožne pjesme. Skulpture, dakle, nisu izrađivali, a ako je prikaz Boga bio nužan, pokušavali su ga dočarati svjetlošću. Također, nisu prihvaćali usporedbu prikaza i simbola Ahura Mazde sa svojim Bogom. Manihejci su bili vrsni majstori minijature, te se u tome njihov uticaj primjećuje ne samo na Orijentu i u Aziji, već i u brojnim knjigama u Europi.

## Izdanci manihejstva
Iz jakih uporišta među slavenskim i franačkim seljaštvom, brojne neomanihejske sekte i vjerske zajednice održale su se u različitim formama i pod različitim imenima kroz cijelo razdoblje ranog feudalizma. Ponegdje, kao što je to bio slučaj u Bosni, njihove su pristalice pronašle način suživota s feudalnom državom, pa su se konstituirali kao hijerarhijski uređena crkva. Tako je u Bosni nastala nova državna religija, odnosno hereza, u povijesti poznata pod nazivom Crkva bosanska, koja je, prema tome, predstavljala dio istog pokreta kojem su pripadali bogumilstvo na jugoistoku Balkana, te razne dualističke hereze u južnoj Francuskoj i Italiji: patareni, katari, valdenzi, albižani i dr. Povjesničari su utvrdili da je na prostoru od Male Azije do Pirineja bilo 16 takvih pokreta, među kojima je Crkva bosanska, sa svojim krstjanima i pristalicama, vjerojatno bila najbrojnija i najstabilnija. 